# Казем-Бек, Алексей Николаевич
Алексей Николаевич Казе́м-Бек (14 [26] марта 1859, Кузнецкий уезд, Саратовская губерния — 25 июня 1919, Томск) — российский терапевт, кардиолог и общественный деятель; главный редактор «Казанского медицинского журнала. Действительный статский советник.

## Биография
Родился 14 (26) марта 1859 года в селе Тарлаково Саратовской губернии. Происходил из дворянского рода Казембек. Его отцом был профессор персидской словесности Казанского университета Николай Касимович Казем-Бек. В 1878 году окончил 2-ю Казанскую гимназию и поступил на медицинский факультет Казанского университета. В 1883 году окончил университет и был оставлен ординатором кафедры факультетской терапии, руководимой Н. А. Виноградовым. В 1887 году защитил докторскую диссертацию по теме «Материалы к иннервации сердца» и был избран приват-доцентом по кафедре врачебной диагностики. В 1894—1904 годах заведовал кафедрой врачебной диагностики, 1904—1916 годах — кафедрой факультетской терапии.
Являлся председателем Казанского отдела Всероссийской лиги борьбы с туберкулёзом. Был инициатором строительства бесплатного противотуберкулёзного санатория «Каменка». В 1903—1907 годах возглавлял Общество врачей при Казанском университете. Являлся главным редактором «Казанского медицинского журнала». Был членом Казанского общества естествоиспытателей.
Во время Гражданской войны вместе с белыми эвакуировался из Казани в Томск. С 5 октября 1918 года состоял приват-доцентом Томского университета, читал курс ларингологии. В декабре 1918 года поставил себе диагноз «рак лёгких», вёл в своём дневнике записи о течении болезни. Скончался в Томске 25 июня 1919 года. Вскрытие подтвердило правильность его диагноза.
Автор около 30 научных трудов, посвящённых иннервации сердца, диагностике редких врождённых и приобретённых пороков сердца, лечению сердечной недостаточности строфантином, микседемы и другим темам. Первым в стране экспериментально подтвердил преобладание мышечного компонента в происхождении первого тона сердца. Описал диагностические признаки аневризмы левого желудочка, получившие название синдром Казем-Бека. Среди его учеников были профессора М. Н. Чебоксаров, Н. К. Горяев и А. Г. Терегулов.

## Семья
У Алексея Николаевича Казем-Бека было пятеро детей. Один из них, Владимир Алексеевич (1892—1931), был известным врачом в Харбине.

## Награды
- Орден Святого Владимира IV степени (1906)
- Орден Святого Владимира III степени (1913)
- Орден Святого Станислава II степени
- Орден Святой Анны II степени
- Медаль «В память царствования императора Александра III»

## Сочинения
- Материалы к иннервации сердца // Тр. / О-во естествоиспыт. при имп. Казанск. ун-те. — 1887. — Т. 17, В. 3.
- Über das Vorkommen von Ganglien und einzelnen Nervenzellen auf den Herzventrikeln des Menschen, der Saugetiere und der Vogel // Zentr.-Bl. med. Wiss. — 1887. — S. 785.
- О происхождении первого тона сердца (экспериментальные исследования) // Тр. / О-во естествоиспыт. при имп. Казанск. ун-те. — 1889. — Т. 20. — С. 193.
- О диагностическом значении пресистолического шума, выслушиваемого при верхушке сердца, и о некоторых признаках, характеризующих аневризму левого желудочка // Больнич. газ. Боткина. — 1896. — № 12. — С. 241; № 13. — С. 274.

## Комментарии
1. ↑  В Кузнецком уезде Саратовской губернии состояли Первое Тарлаково (в 1-м стане) и Второе Тарлаково (во 2-м стане уезда). Ныне оба населённых пункта состоят в Кузнецком районе Пензенской области, соответственно — в Тарлаковском и в Чибирлейском сельсовете; имеющиеся источники не позволяют уточнить место рождения до НП.